# Shamal
Shamal  è un album dei Gong, band di rock progressivo, prodotto da Nick Mason dei Pink Floyd e pubblicato dalla Virgin Records nel 1976. È il primo lavoro dei Gong registrato senza la partecipazione dei fondatori Daevid Allen e Gilli Smyth, usciti nell'aprile del 1975. Fu il maggiore successo commerciale del gruppo, con oltre 100 000 copie vendute.

## Il disco
È un disco di transizione basato quasi esclusivamente sul rock progressivo, non presenta tracce della follia dadaista dei lavori precedenti, mentre la svolta fusion che Pierre Moerlen imporrà negli album successivi è presente solo in brevi tratti. Conserva spunti psichedelici di sapore hippie del precedente album You nei brani Wingful Of Eyes, interpretata alla voce da Mike Howlett, e Bambooji, dove il flauto di Malherbe richiama atmosfere indiane e andine. Con l'uscita di Allen, i cui rivoluzionari testi avevano contraddistinto fino ad allora il sound del gruppo, Shamal è un disco prevalentemente strumentale.
Per l'occasione, la Virgin Records affida la leadership dei Gong a Pierre Moerlen e Didier Malherbe, provocando la delusione di Steve Hillage, che annuncia di suonare nel tour di promozione dell'album solo nei brani Wingful Of Eyes e Bambooji e in qualità di ospite. Sancirà la sua uscita dal gruppo subito dopo la fine delle registrazioni, nel dicembre del 1975, concentrandosi sulla carriera di solista iniziata alcuni mesi prima con Fish Rising.

## Tracce
Lato A
1. Wingful Of Eyes – 8:19 (Howlett)
2. Chandra – 7:16 (Lemoine)
3. Bambooji – 5:21 (Malherbe)

Lato B
1. Cat In Clark's Shoes - 7:45 (Malherbe)
2. Mandrake – 5:07 (Moerlen)
3. Shamal – 8:58 (Bauer, Howlett, Lemoine, Malherbe, Moerlen)

## Formazione
- Pierre Moerlen - batteria, Vibrafono, campane tubolari
- Mireille Bauer - percussioni, Glockenspiel, Marimba, xilofono, gong
- Didier Malherbe - flauto, bansuri, gong, sax soprano, sax tenore
- Mike Howlett – basso elettrico, voce
- Patrice Lemoine – pianoforte, organo, Minimoog

Ospiti
- Jorge Pinchevsky – violino sui brani A2, A3, B1 e B3
- Sandy Colley – voce sul brano B3
- Miquette Giraudy – voce sul brano A3
- Steve Hillage – chitarra acustica, chitarra elettrica sui brani A1 e A3